# 류관 (충숙공)
류관(柳灌, 1484년 ~ 1545년)은 조선의 문신이다. 본관은 문화. 자는 관지(灌之), 호는 송암(松庵). 인종 때 좌의정을 지냈다. 성품이 곧고 강직하여, 이조판서로 있을 때 병조판서 이기의 전횡을 탄핵했는데, 이기와 대립을 했고 결국 을사사화 때 사사되었다. 윤임, 유인숙과 대윤의 중심 축을 이루었다. 당파는 훈구파에 속했지만, 사림 세력과도 친분을 유지했다.

## 생애
1507년(중종 2) 증광 문과에 급제하여 정언이 되었고, 당시 박원종, 성희안, 유순정, 유순, 김감, 송질, 김수동, 박건, 권균 등과 훈구파의 일원으로 활약했다. 이후 이조좌랑과 지평을 지냈고, 시독관, 교리, 지평, 장령, 집의가 된다. 기묘사화 때 동부승지가 되어 김전, 이유청, 고형산, 심정, 남곤, 김근사, 윤은보, 한효원, 김당, 김극성, 조계상, 권균 등과 조광조 일파를 몰아냈으며, 이후 참찬관을 거쳐 강원도관찰사에 이어 사간원대사간이 되고, 황해도관찰사를 지내다 사간원대사간이 된다. 이후 전라도관찰사가 되고, 우부승지를 거쳐 색승지, 참찬관을 거쳐 경상도관찰사에 이어 한성부좌윤, 한성부우윤을 거쳐 특진관으로 병조참판을 지내고, 첨지중추부사에 이어 사헌부대사헌을 지내고 동지성균관사를 거쳐 경기도관찰사가 되고, 동지중추부사를 거쳐 예조판서, 호조판서, 병조판서를 지내고 지중추부사로 전직했다가 형조판서, 공조판서에 이어 의정부우찬성으로 승진, 이후 형조판서, 사헌부대사헌을 지내고 대사헌, 우참찬을 거쳐 이조판서와 우참찬을 하다 특진관이 되고 우참찬, 이조판서, 병조판서를 지내는데 이조판서 시절에 윤은보, 홍언필, 윤인경, 심연원, 성세창 등과 이기를 탄핵했다. 이후 의정부우찬성, 의정부좌찬성을 하며 중종의 총애를 받는데, 우찬성과 좌찬성을 지내며 윤인경, 홍언필, 심연원, 성세창, 윤은보, 권벌 등과 대윤의 일파가 되었다. 이후 평안도관찰사로 있다가 인종 즉위 후 우의정으로 승진하고, 이어 좌의정으로 승진했다. 이후 명종 즉위 후 윤인경, 홍언필, 권벌, 성세창, 심연원, 윤개, 정옥형, 상진, 이준경, 이윤경, 안현, 송인수, 정사룡, 신광한 등과 윤원로를 탄핵하여 귀양을 보내기도 했지만, 이후 을사사화에 연루되어 한직으로 쫓겨났다가 사약을 받았다. 선조 즉위 후 신원되었다. 시호는 충숙(忠肅)이다.